# Junín Lacus
Lo Junín Lacus è una struttura geologica della superficie di Titano.